# Doordammen
Doordammen is een variant van het dammen. Doordammen is bedacht door Jannes van der Wal, die zich ergerde aan het grote aantal remises bij het dammen.
Kern van het doordammen is dat een materiële voorsprong tot een overwinning leidt. Als een dammer in het eindspel een voorsprong heeft van ten minste drie schijven (waarbij de dam voor twee schijven telt) en deze voorsprong tien zetten weet vast te houden, wordt de partij gewonnen verklaard. Op het doordammen kwam veel kritiek, vooral omdat het ten koste zou gaan van het eindspel met de eindspelvarianten.
Als variant op het doordammen werd de Delftse telling geïntroduceerd.